# Lasioptera euphobiae
Lasioptera euphobiae är en tvåvingeart som beskrevs av Shinji 1944. Lasioptera euphobiae ingår i släktet Lasioptera och familjen gallmyggor. Inga underarter finns listade i Catalogue of Life.